# Elizabeth Copesová
Elizabeth Carina Copesová (* 4. října 1976 La Plata) je bývalá argentinská zápasnice – judistka.

## Sportovní kariéra
S judem začínala v 5 letech v rodném La Plata v Clubu Estudiantes. Vrcholově se připravovala v Buenos Aires ve sportovním tréninkovém centru CeNARD pod vedením svého budoucího manžela Fernanda Yumi. V argentinské ženské reprezentaci se pohybovala od roku 1996 v polostřední a střední váze. Po příchodu Daniely Krukowerové v roce 1999 jako reprezentační dvojka. V roce 2002 se vrátila do střední váhy do 70 kg. V roce 2004 se kvalifikovala na olympijské hry v Ahénách, kde prohrála ve čtvrtfinále s Nizozemkou Edith Boschovou na ippon technikou uči-mata. Sportovní kariéru ukončila v roce 2008. Věnuje se trenérské práci.

## Výsledky
| Turnaj                  | 1996    | 1997    | 1998             | 1999             | 2000             | 2001             | 2002         | 2003         | 2004         | 2005         | 2006         |
| Turnaj                  | 20      | 21      | 22               | 23               | 24               | 25               | 26           | 27           | 28           | 29           | 30           |
| Turnaj                  | střední | střední | polostřední váha | polostřední váha | polostřední váha | polostřední váha | střední váha | střední váha | střední váha | střední váha | střední váha |
| ----------------------- | ------- | ------- | ---------------- | ---------------- | ---------------- | ---------------- | ------------ | ------------ | ------------ | ------------ | ------------ |
| Olympijské hry          | —       |         |                  |                  | —                |                  |              |              | úč.          |              |              |
| Mistrovství světa       |         | —       |                  | —                |                  | —                |              | úč.          |              | úč.          |              |
| Panamerické hry         |         |         |                  | 7.               |                  |                  |              | 3.           |              |              |              |
| Panamerické mistrovství | 3.      | ?       | ?                | —                | —                | —                | 3.           | 3.           | 2.           | 3.           | 5.           |
| Jihoamerické hry        |         |         | ?                |                  |                  |                  | úč.          |              |              |              | —            |